# Кавуси Кастро
Кавуси Кастро (на гръцки: Καβούσι Καστρο) е антично селище от времето на минойската цивилизация разположено в източната част на остров Крит, Гърция, в ном Ласити и дем Йерапетра. Намира се на 1.4 km югоизточно от съвременното село Кавуси.
Разположено на скалист стръмен връх на 713 m надморска височина в подножието на планината Трипти, древният град е с изглед към залива Мирабело. Истинското име на селището в античността не е достигнало до нас, сега то е наричано Кавуси Кастро. Населявано е от началото на XII в. пр.н.е. до средата на VII в.пр.н.е., когато е изоставено.
Първите кратки археологически разкопки са направени през 1900 г., по-късно през 1982 – 1983 г., следват по-пълни и обстойни изследвания през 1987 – 1990, 1992, 1993 – 1996 и през 1990 – 2003 г.